# Forum Appii
Forum Appii (latin "Appius torg") var en mindre ort vid Via Appia, belägen omkring 65 kilometer söder om Rom. På denna plats gick Via Appia in i Pontinska träsken. I närheten låg Tres Tabernae. Det arkeologiska området ligger på gränsen mellan kommunerna Latina och Sezze.